# Языки секо
Секо (индон. Rumpun bahasa Seko) — группа близкородственных австронезийских языков, распространённых на острове Сулавеси — в провинциях Южный и Западный Сулавеси (Индонезия).
По данным Ethnologue, количество носителей данной группы языков составляло примерно 8 тыс. чел. во второй половине 1980-х годов.
В состав группы входят четыре языка (идиома): панасуан, секо-тенгах, секо-паданг, будонг-будонг.